# Telatyn
Telatyn – wieś w Polsce, położona w województwie lubelskim, w powiecie tomaszowskim, w gminie Telatyn. Leży przy drodze wojewódzkiej nr  .
W latach 1975–1998 wieś administracyjnie należała do województwa zamojskiego.
Wieś jest siedzibą gminy Telatyn. Na terenie wsi utworzono trzy sołectwa: Telatyn , Telatyn-Kolonia Pierwsza i Telatyn-Kolonia Druga. Według Narodowego Spisu Powszechnego z roku 2011 wieś liczyła 953 mieszkańców.
W Telatynie działa klub sportowy Perła Telatyn z dwoma sekcjami: piłki nożnej i siatkówki. Piłkarze występują w kl. A, siatkarze natomiast grają w III lidze.
Wierni Kościoła rzymskokatolickiego należą do parafii Podwyższenia Krzyża Świętego w Żulicach.

## Części wsi

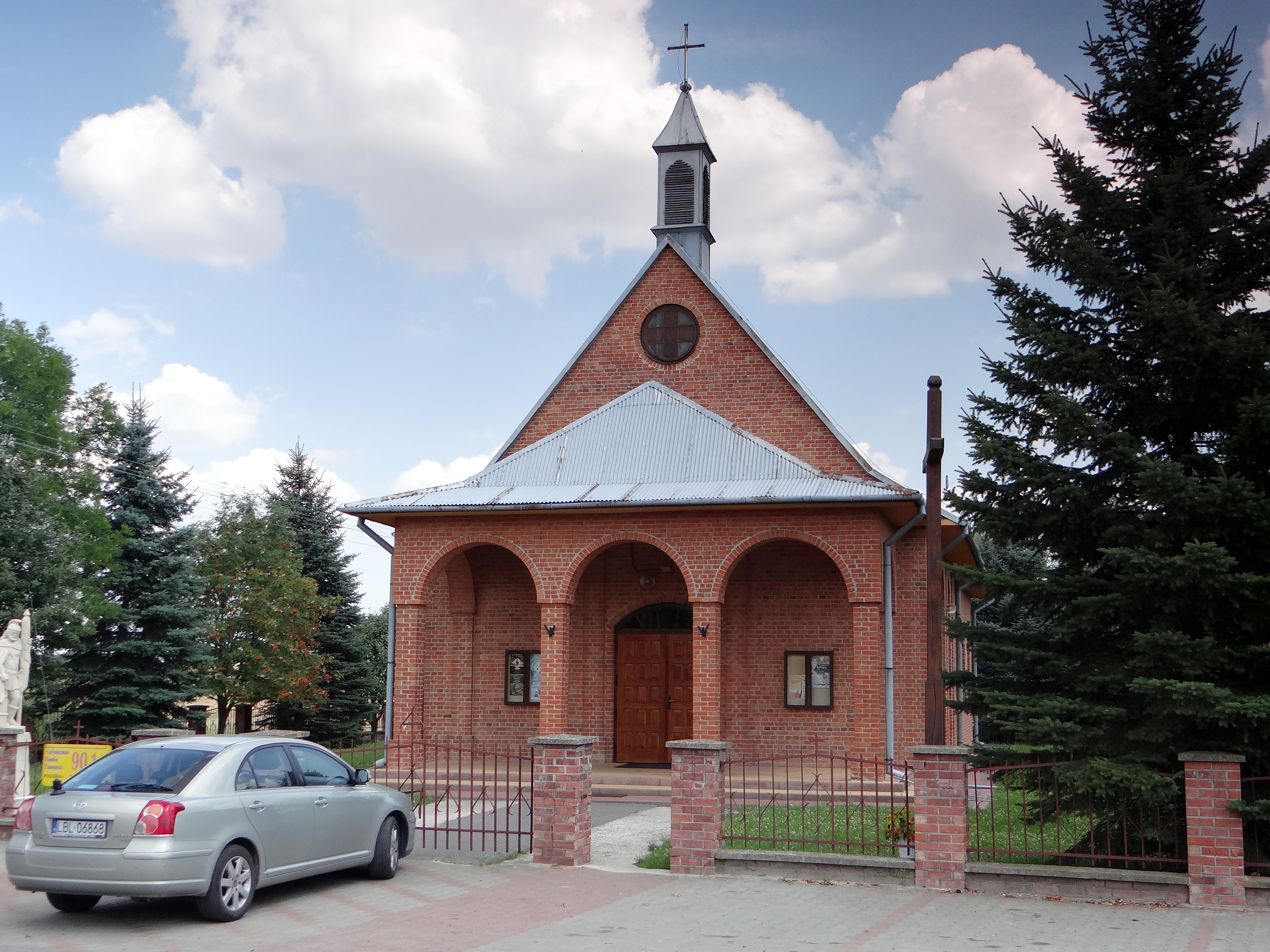
Kościół w Telatynie

| SIMC    | Nazwa           | Rodzaj    |
| ------- | --------------- | --------- |
| 0901855 | Korea           | część wsi |
| 0901861 | Telatyn-Kolonia | część wsi |

## Historia
W Telatynie od XVI w. znajdowała się cerkiew prawosławna, w latach 1596–1875 (do likwidacji unickiej diecezji chełmskiej) unicka. Po 1875 w miejscowości wzniesiono cerkiew św. Michała Archanioła w stylu bizantyjsko-rosyjskim. Była ona czynna do wywózek ludności ukraińskiej w latach 40. XX wieku, następnie została opuszczona i w kolejnym dziesięcioleciu rozebrana. Na terenie wsi znajduje się nieczynny cmentarz prawosławny. W 1933 roku w Telatynie odsłonięto pomnik Marszałka Piłsudskiego.